# Oppositions
Oppositions foi um periódico sobre arquitetura produzido pelo Institute for Architecture and Urban Studies (IAUS), com sede em Nova Iorque, nos anos de 1973 a 1984. Teve um impacto muito além do que a sua modesta cobertura poderia sugerir. Realmente, Oppositions fixou conceitos, apresentou seus temas fundamentais e publicou as peças seminais na teorização da arquitetura nos dez anos de sua existência.